# Gustavo Montoya
Gustavo Montoya (Ciudad de México, 9 de julio de 1905 – Ciudad de México, 12 de julio de 2003) fue un artista mexicano considerado un agregado tardío a la Escuela Mexicana de Pintura, mayormente asociado con el Muralismo mexicano. Nació en México, D. F., de una familia asociada con el régimen de Porfirio Díaz. Tuvo que esconderse durante la Revolución mexicana. Tuvo participación en la Academia de San Carlos a pesar de las objeciones de su padre. Después conoció y se casó con la artista Cordelia Urueta, con quien vivió en París, desarrollando sus talentos artísticos. No estaba muy involucrado con artistas mexicanos pero fue uno de los fundadores de la Liga de Escritores y Artistas Revolucionarios y el Salón de la Plástica Mexicana. Sus obras más vendidas son sobre niños en trajes regionales tradicionales, pero también pintó varias escenas callejeras en la Ciudad de México así como porta retratos y bodegones.
Fue primo de la eximia actriz María Tereza Montoya.

## Vida
Nació en la Ciudad de México el 9 de julio de 1905, sus padres llamados Adolfo Montoya y Concepción Carranco.
Su padre fue parte del gobierno de Porfirio Díaz, por lo cual al caer el gobierno en el inicio de la Revolución Mexicana, la familia fue de esconderse en la ciudad e México en el estado de Morelos. Para este momento, Gustavo tenía solamente 7 años de edad, pero recuerda haber escuchado que los Zapatistas habían matado a dos familias vecinas. Para proteger a su familia, su padre los hacía mudarse frecuentemente, a menudo cambiando de casa de noche a la mañana. En cierto punto, se escondieron en la casa de un granjero, donde se vistieron con el tipo de ropa que usaban los locales. Cuando los Zapatistas fueron buscándolos, les dijeron que la familia no estaba ahí y después los sobornaron con una moneda de plata de la madre de Montoya. Luego de un tiempo, el padre de Montoya decidió que ya era suficientemente seguro para regresar a México. El padre se viste como un sacerdote, aceptando consejos de personas para saber cómo vestirse, y así la familia viajó segura en un vagón.
Para 1918, la guerra se había enfriado y Montoya tuvo la posibilidad de acabar su educación secundaria cuando él menciona el deseo de ser pintor. Su padre alegó su desacuerdo pero al final aceptó, permitiéndole inscribirse en la  Academia de San Carlos.  Montoya entra en la escuela a los 15 años con Germán Gedovius y Roberto Montenegro como parte de sus mentores, pintando sus trabajos tempranos como "Cabeza de viejo", "Desnudo" y "La monja". Él declaró que la escuela solo le había enseñado la "técnica" del arte, mas no el "espíritu" del mismo y por ello se consideraba a él mismo como un artista autodidacta.
Sus dos pasiones en la vida eran las mujeres y la pintura. Se casó con su primera esposa, Luz Saavedra, sin el permiso de sus padres, mudándose a un departamento pequeño ya que eran pobres y sin ningún tipo de soporte. Cuando su padre vio eso, se ofreció a ayudarle, usando sus conexiones en  Los Ángeles para conseguirle a Gustavo un trabajo creando pósteres en EU. La pareja tuvo una hija -Rosa Elena Montoya Saavedra. El matrimonio no duró mucho, y Montoya regresó a México. Conoció a su segunda esposa, Cordelia Urueta, en el estudio de Pastor Velázquezquien estaba rentando espacio que podía ser usado como un estudio para Montoya. Le pidió a Urueta que se uniera a él y otros artistas para rentarlo. Esto permitió que Montoya saliera con Urueta.
Montoya se declaró a Urueta, quien aceptó con la condición de que él se mudara con ella a Europa donde ella había recibido asilo diplomático de París. Recibió una concesión del gobierno mexicano para viajar a Suiza, Inglaterra e Italia para estudiar el arte vanguardista europeo y vivir con su esposa en París. Su tiempo en Europa le permitió desarrollarse como artista, lo que incluyó aprender a pintar con su mano no dominante -la izquierda- para experimentar el arte desde una nueva  fisiognomía. En 1965, Montoya y Urueta se divorcian después de 26 años de casados.
Él era solitario y no se involucraba en círculos artísticos. Como sea, fue un miembro fundador de la Liga de Escritores y Artistas Revolucionarios junto con Cordelia Urueta y otros. También, fue fundador del Salón de la Plástica Mexicana. Su último apartamento fue una modesta estancia en la calle Victoria en el Centro Histórico, donde pasó el resto de su vida.
Ganó tres medallas como jugador de tenis, la última cuando tenía setenta y cinco años de edad.
Su última esposa fue Trina Hungría. Cuando murió, tenían cuatro hijos. Muere a la edad de 98 años en la Ciudad de México el 12 de julio de 2003. Su cuerpo fue cremado en el Panteón Español.

## Carrera
Su primer trabajo profesional como artista, consistió en realizar pósteres de películas con el West Coast Theaters Co en los Estados Unidos.
Regresó un tiempo a México, trabajando con el Pastor Velázquez y otros artistas y trabajando en 1936 en la Escuela Nacional de Artes Plásticas (ENAP). Después se fue a Europa y luego a Nueva York donde tuvo varias exhibiciones antes de regresar a México en 1942. Para este momento, se concentró en el trabajo de otros mexicanos, uniéndose al movimiento neo-nalismo mexicano para seguir con la tradición del Muralismo Mexicano. Empezó a dar clases en el ENAP en 1953.
Su primera exhibición fue en la galería Durand en Los Ángeles, California, seguido por exhibiciones en México así como en Perú , Estados Unidos, Bélgica, Japón y otros países. En 1945, hizo una exhibición en la Galería de Plástica Mexicana de Inés Amor. En 1949, su trabajo fue reconocido en "La ciudad de México y sus pintores" y expuesto en la primera Bienal Mexicana en el Palacio de Bellas Artes en 1958, en la segundo Bienal Panamericana en 1960 y luego en el evento del Retrato Mexicano, de nuevo en Bellas Artes en 1961. En 1966 tuvo una exhibición en Beverly Hills Collectors Gallery,  Los Angeles. Su trabajo se exhibió en el Museo de Arte Moderno en San Antonio, Texas durante 1978. En 1985 exhibió la galería Arte Núcleo en la Ciudad de México. Participó en exhibiciones colectivas en el Museo Mural Diego Rivera y la Galería Marstelle en 1995 y 1996. Para 1997, el Museo Mural Diego Rivera hizo una antología de su trabajo, refiriéndose a sí mismo como "El Gran Silencioso".
Su obra más exitosa comercialmente, fue la de los niños vestidos en trajes regionales tradicionales, mostrando influencia de Diego Rivera. La mayoría de los coleccionistas de su trabajo son aquellos que apreciaban su estilo tradicional, mayormente de los Estados Unidos. Sus obras representativas son: "Las calles de México" (1945), "Bodegones mexicanos" (1951), "Niños mexicanos" (1954), "Muros" (1962), "Ajedrez" (1971) y sus últimos trabajos como "Agonía de una tarde", "Autorretrato muerto" y  "La muerte canta" de 1996.

## Vida Artística
Estuvo la mayor parte de su carrera profesional pintando las calles de México y sus habitantes. Pintó murales, bodegones, porta retratos y escenas callejeras.  Sus obras incluyen elementos como mansiones, iglesias, callejones y mercados de México. Montoya prefería pintar la clase pobre y obrera, considerándolos la clase más auténtica de la Ciudad de México. Su trabajo ha sido catalogado como "Escuela Mexicana de Pintura tardía" como se le llama a los muralistas de la primera parte del siglo XX.
También era considerado como un excelente esbocista, especialmente creando portaretratos con estilos académicos como los de su hija Rosa Elena.